# ألما يوهانسون
ألما يوهانسون (بالسويدية: Alma Johansson) هي مبشرة سويدية، ولدت في 29 أكتوبر 1880 في ستوكهولم في السويد، وتوفي بنفس المكان في 31 ديسمبر 1974.